# فرودگاه شهری واهو
فرودگاه شهری واهو  (به انگلیسی: Wahoo Municipal Airport)  یک فرودگاه همگانی باربری  است که یک باند فرود بتن دارد و طول باند آن ۱۲۵۰ متر است. این فرودگاه در  کشور ایالات متحده آمریکا قرار دارد و در ارتفاع ۳۷۳ متری از سطح دریا واقع شده است.